# Кампиломормиры
Кампиломормиры (лат. Campylomormyrus) — род пресноводных лучепёрых рыб из семейства мормировых отряда араванообразных. Распространены в водоёмах тропической Африки.
Длина тела от 19 до 65 см. Хвостовой стебель узкий, хвостовой плавник глубоко раздвоен. На языке и парасфеноиде имеются зубы. Спинной и анальный плавники расположены в задней части тела один напротив другого. Имеют крупный мозжечок. Рыло вытянутое в виде хобота, используется для бурения илистого дна водоёмов в поисках корма.
Питаются мелкими беспозвоночными, обитающими в иле. Для ориентирования в пространстве, поисков корма и обнаружения хищников используют собственное электрическое поле, которое генерируется мышцами.

## Классификация
На октябрь 2018 года в род включают 15 видов:
- Campylomormyrus alces (Boulenger, 1920)
- Campylomormyrus bredoi (Poll, 1945)
- Campylomormyrus cassaicus (Poll, 1967)
- Campylomormyrus christyi (Boulenger, 1920)
- Campylomormyrus compressirostris (Pellegrin, 1924)[3]
- Campylomormyrus curvirostris (Boulenger, 1898)
- Campylomormyrus elephas (Boulenger, 1898)
- Campylomormyrus luapulaensis (L. R. David & Poll, 1937)
- Campylomormyrus mirus (Boulenger, 1898)
- Campylomormyrus numenius (Boulenger, 1898)
- Campylomormyrus orycteropus Poll, J. P. Gosse & Orts, 1982
- Campylomormyrus phantasticus (Pellegrin, 1927)
- Campylomormyrus rhynchophorus (Boulenger, 1898)
- Campylomormyrus tamandua (Günther, 1864)
- Campylomormyrus tshokwe (Poll, 1967)